# North Andover
North Andover – miasto w Stanach Zjednoczonych, w stanie Massachusetts, w hrabstwie Essex.